# Rhythm of Love
Rhythm of Love is een album van de Australische zangeres Kylie Minogue, uitgebracht in 1990.
Hoewel het album door de muziekrecensenten als beste van Minogues albums onder Stock, Aitken & Waterman beoordeeld werd, bleef het commercieel gezien wat achter bij de twee eerste albums.
Het album behaalde in het Verenigd Koninkrijk en Australië de top 10, en in het VK werd met vier singles tevens de top 10 gehaald.
In 1991 werd het album, aangevuld met wat remixes, opnieuw uitgebracht onder de naam Rhythm of Love: The Gold Album.
Rhythm of Love is het eerste album van Minogue dat niet exclusief door Stock, Aitken & Waterman geproduceerd is. Vijf nummers op het album zijn door andere producenten begeleid. Het is tevens Minogue's eerste album waar ze zelf meeschreef aan een aantal nummers.

## Tracks
1. "Better the Devil You Know" – 3:54
2. "Step Back in Time" – 3:05
3. "What Do I Have to Do" – 3:44
4. "Secrets" – 4:06
5. "Always Find the Time" – 3:36
6. "The World Still Turns" – 4:01
7. "Shocked" – 4:48
8. "One Boy Girl" – 4:35
9. "Things Can Only Get Better" – 3:57
10. "Count the Days" – 4:23
11. "Rhythm of Love" – 4:13